# Rakuto Tochihara
Rakuto Tochihara (栩原楽人 ) (Tóquio, Japão, 19 de outubro de 1989), é um ator japonês.

## Filmografia

### Filmes
| Ano  | Título original                          | Título em português | Papel            | Observações |
| 2005 | Kamen Rider Hibiki to Shichinin no Senki |                     | Asumu Adachi     |             |
| 2005 | Gyakkyo Nine                             |                     | Yamashita        |             |
| 2006 | Chakushin Ari Final                      |                     | Shinichi Imahara |             |
| 2007 | Gakko no Kaidan                          |                     | Souji Saigusa    |             |
| 2008 | Akuerian Eiji: Gekijo Ban                |                     |                  |             |
| 2009 | Maichi Monji Gu                          |                     |                  |             |

### Televisão
| Ano  | Título original             | Título em português | Papel       | Observações |
| 2006 | Isshou Wasurenai Monogatari |                     | Yuusuke Aoi | TV Asahi    |
| 2007 | Byakkotai                   |                     |             | TV Asahi    |
| 2007 | Glass no Kiba               |                     |             | TBS         |
| 2008 | RH Plus                     |                     | Ageha Seto  | Tokyo MX    |

### Tokusatsu
| Ano  | Título original    | Título em português | Papel        | Observações |
| 2005 | Kamen Rider Hibiki |                     | Asumu Adachi | TV Asahi    |